# Рид-ин-дер-Ридмарк
Рид-ин-дер-Ридмарк (нем. Ried in der Riedmark) — ярмарочная коммуна (нем. Marktgemeinde) в Австрии, в федеральной земле Верхняя Австрия.
Входит в состав округа Перг. Население составляет 4100 человек (на 31 декабря 2005 года). Занимает площадь 33 км². Официальный код — 41118.

## История
В годы Второй мировой войны неподалёку от деревни находился концентрационный лагерь Маутхаузен.
В 2001 году в деревне был установлен памятник в честь 489 зверски убитых жителями деревни здесь советских военнопленных , совершивших попытку бегства из концлагеря в феврале 1945 года.

## Политическая ситуация
Бургомистр коммуны — Эрнст Рабль (СДПА) c 1996 года.
Совет представителей коммуны (нем. Gemeinderat) состоит из 25 мест.

Поитогам выборов 2015 года:
- СДПА занимает 11 мест.
- АНП занимает 8 мест.
- Австрийская партия свободы занимает 3 места.
- Зелёные — Зелёная альтернатива занимает 3 места.